# Sokoljane
Sokoljane (Bulgaars: Соколяне) is een dorp in het zuiden van Bulgarije. Het dorp is gelegen in de gemeente Kardzjali in de oblast Kardzjali. Het dorp ligt hemelsbreed 13 km ten noordoosten van Kardzjali en 203 km ten zuidoosten van de hoofdstad Sofia. Het dorp telde 342 inwoners op 15 maart 2024.

## Bevolking
Het dorp Sokoljane had bij een schatting van 2020 een inwoneraantal van 283 personen. Dit waren 17 mensen (6,4%) meer dan 266 inwoners bij de officiële census van februari 2011. De gemiddelde jaarlijkse groei in die periode komt daarmee uit op 0,63%, hetgeen hoger is dan het landelijk jaarlijks gemiddelde over deze periode (-0,63%). In 1985 woonden er echter nog 542 personen in het dorp: veel etnische Turken (en andere moslims) verlieten in 1989 Bulgarije als gevolg van de assimilatiecampagnes van het communistisch regime van Todor Zjivkov, waarbij alle Turken en andere moslims in Bulgarije christelijke of Bulgaarse namen moesten aannemen en afstand moesten doen van hun islamitische gewoonten.
- 1934 365
Koninkrijk Bulgarije
- 1946 324
Volksrepubliek Bulgarije
- 1956 404
Volksrepubliek Bulgarije
- 1965 480
Volksrepubliek Bulgarije
- 1975 495
Volksrepubliek Bulgarije
- 1985 542
Volksrepubliek Bulgarije
- 1992 345
Republiek Bulgarije
- 2001 305
Republiek Bulgarije
- 2011 266
Republiek Bulgarije
- 2020 283
Republiek Bulgarije

- Koninkrijk Bulgarije
- Volksrepubliek Bulgarije
- Republiek Bulgarije

In het dorp wonen nagenoeg uitsluitend etnische Turken. In de optionele volkstelling van 2011 identificeerden 259 van de 260 ondervraagden zichzelf als etnische Turken - oftewel 99,6% van alle ondervraagden.
| Etnische samenstelling van de respondenten (2011) | Etnische samenstelling van de respondenten (2011) | Etnische samenstelling van de respondenten (2011) | Etnische samenstelling van de respondenten (2011) | Etnische samenstelling van de respondenten (2011) |
| ------------------------------------------------- | ------------------------------------------------- | ------------------------------------------------- | ------------------------------------------------- | ------------------------------------------------- |
|                                                   |                                                   |                                                   |                                                   |                                                   |
| Bulgaren                                          | Bulgaren                                          |                                                   | 0,0%                                              | 0,0%                                              |
| Turken                                            | Turken                                            |                                                   | 99,6%                                             | 99,6%                                             |
| Roma                                              | Roma                                              |                                                   | 0,0%                                              | 0,0%                                              |
| Anders/Onbekend                                   | Anders/Onbekend                                   |                                                   | 0,4%                                              | 0,4%                                              |